# Selena Gomez: My Mind and Me
Pour plus de détails, voir Fiche technique et Distribution.
Selena Gomez: My Mind and Me (typographié Selena Gomez : My Mind & Me) est un documentaire américain réalisé par Alek Keshishian, produit par Lighthouse Media & Management et Interscope Films, et sorti le 4 novembre 2022 sur la plateforme de streaming Apple TV+. Il suit l'actrice et chanteuse américaine Selena Gomez pendant une période de six ans de sa carrière. Le film documente ses luttes avec la célébrité et son bien-être physique et mental à la suite de son diagnostic de lupus érythémateux disséminé et de trouble bipolaire.
Présenté en avant-première lors de la soirée d'ouverture de l'American Film Institute Fest le 2 novembre 2022, Selena Gomez : My Mind and Me reçoit un accueil critique positif ; le documentaire est salué pour sa transparence en matière de santé mentale. Parallèlement à la sortie du documentaire, une chanson intitulée My Mind and Me de Selena Gomez figurant dans le générique de fin sort en single.

## Synopsis
Le synopsis officiel tel que publié par Apple TV+ est le suivant : « Après des années sous les projecteurs, Selena Gomez a acquis une célébrité phénoménale. Mais, après cette ascension fulgurante, un évènement inattendu la plonge dans les ténèbres. Ce documentaire authentique et intime retrace ses six années de cheminement pour retrouver la lumière ».

## Distribution
- Selena Gomez
- Raquell Stevens, l'amie proche de Selena Gomez depuis plus de 10 ans[4]

## Développement
Le documentaire suit Selena Gomez sur un parcours de six ans qui commence vers 2015, après qu'Alek Keshishian ait réalisé le clip de Selena Gomez intitulé Hands to Myself. Alek Keshishian déclare : « Je n'avais aucun intérêt à faire un doc pop traditionnel. Je voulais montrer quelque chose de plus authentique et Selena l'a fait aussi. Elle a une vulnérabilité brute qui m'a captivé ... Je n'avais alors aucune idée que cela deviendrait un travail d'amour de six ans. »

## Sortie et promotion
Selena Gomez annonce la sortie de son documentaire avec un court clip posté sur son compte Instagram. Le film est présenté en avant-première à l'American Film Institute Fest le 2 novembre 2022, au Grauman's Chinese Theatre à Hollywood, et sort deux jours plus tard sur la plateforme de streaming Apple TV+ et également dans certains cinémas,.
La bande-annonce du documentaire est diffusée le 10 octobre 2022, à l'occasion de la Journée mondiale de la santé mentale. Cette dernière comprend la chanson My Mind and Me, sortie le 3 novembre 2022 ; elle est interprétée par Selena Gomez et écrite par cette dernière ainsi qu'Amy Allen, Jon Bellion, Jordan Johnson, Stefan Johnson et Michael Pollack.

## Accueil critique
Lors de sa sortie, Selena Gomez : My Mind and Me reçoit un accueil très positif de la part des critiques. Le site web d'agrégation de critiques Rotten Tomatoes rapporte un taux d'approbation de 97 % sur la base de 36 critiques. Sur Metacritic, le documentaire reçoit une note moyenne pondérée de 68 sur 100, sur la base de 11 critiques, indiquant des « critiques généralement favorables ».
Chris Azzopardi, du New York Times, fait l'éloge du documentaire en le qualifiant de « portrait honnête de la célébrité et de la maladie mentale ». Il écrit que le documentaire « offre une catharsis pleine d'espoir : comment, lorsque nous révélons nos vérités les plus dures, nous pouvons guérir ensemble ».
Pour IndieWire, David Ehrlich note que ce documentaire « brut et désordonné » n'est « pas tant un film sur la guérison qu'un film sur l'apprentissage de la douleur de la manière la plus saine possible. Et si son approche diaristique, de l'intérieur vers l'extérieur, a l'étrange effet de nous tenir à distance, il invite également ses jeunes spectateurs les plus vulnérables à apprécier le fait que même leur superstar préférée se bat toujours pour être plus proche d'elle-même. »
Lovia Gyarkye du Hollywood Reporter écrit : « Contrairement aux autres documentaires musicaux (un format populaire, ces derniers temps, pour recalibrer l'image des célébrités), le projet de Selena Gomez opère sur un registre plus brut, plus grave. Il est texturé par la jeunesse relative de la star de 30 ans et ses tentatives de communiquer honnêtement, plutôt que parfaitement. »
Chris Willman, de Variety, écrit quant à lui : « C'est loin d'être le premier documentaire musical à révéler que l'on peut se sentir seul au sommet, mais il est l'un des rares à faire comprendre qu'il n'y a pas de réponse facile à cela lorsque la maladie mentale est à l'origine. De tous les portraits de superstars de la pop qui ont été produits en interne ces dernières années, My Mind and Me est probablement celui dont le troisième acte est le moins réjouissant... ce qui est une bonne chose. »